# إي. جاي أندروود
إي. جاي أندروود (بالإنجليزية: E. J. Underwood)‏ هو لاعب كرة قدم أمريكية ولاعب كرة قدم كندية أمريكي، ولد في 4 أغسطس 1983 في سينسيناتي في الولايات المتحدة.